# Minar-e-Pakistan
Minar-e-Pakistan (urdu. مینارِ پاکستان) – wieża w Lahaurze w Pakistanie. Powstała w latach 1960–1968 w Greater Iqbal Park w Lahaurze, aby upamiętnić miejsce, w którym Liga Muzułmańska podjęła rezolucję z Lahore w dniu 23 marca 1940 roku – pierwszą oficjalną deklarację stworzenia odrębnej i niezależnej ojczyzny dla muzułmanów w Indiach Brytyjskich. Rezolucja doprowadziła ostatecznie do powstania niepodległego państwa pakistańskiego w 1947 roku.

## Historia
W 1959 roku, po niepowodzeniu zorganizowanego wcześniej konkursu, rząd zwrócił się do Nasruddina Murata-Khana, urodzonego w Rosji pakistańskiego architekta i inżyniera, z prośbą o przygotowanie projektu upamiętnienia Dnia Pakistanu. Firma Illeri H.N. Murat Khan and Associates przygotowała trzy modele pomnika, z których został wybrany jeden. Zmieniono tylko szczyt wieży z iglicy na kopułę, co było bliższe kulturze islamu. Architekt przekazał honorarium na cele charytatywne.
Kamień węgielny został położony 23 marca 1960 roku. Budowa trwała osiem lat i została ukończona 21 października 1968 roku. Kosztowała około 7 058 000 rupii pakistańskich. Zbiórkę pieniędzy na ten cel przeprowadzono poprzez nałożenie dodatkowego podatku 5 pajsa na bilety do kina i 50 na bilety na wyścigi konne. Turyści mogą podziwiać panoramę z minaretu po wejściu po 334 stopniach schodów lub wjechaniu na górę windą. W parku obok pomnika znajdują się marmurowe fontanny i sztuczne jezioro.

## Projekt

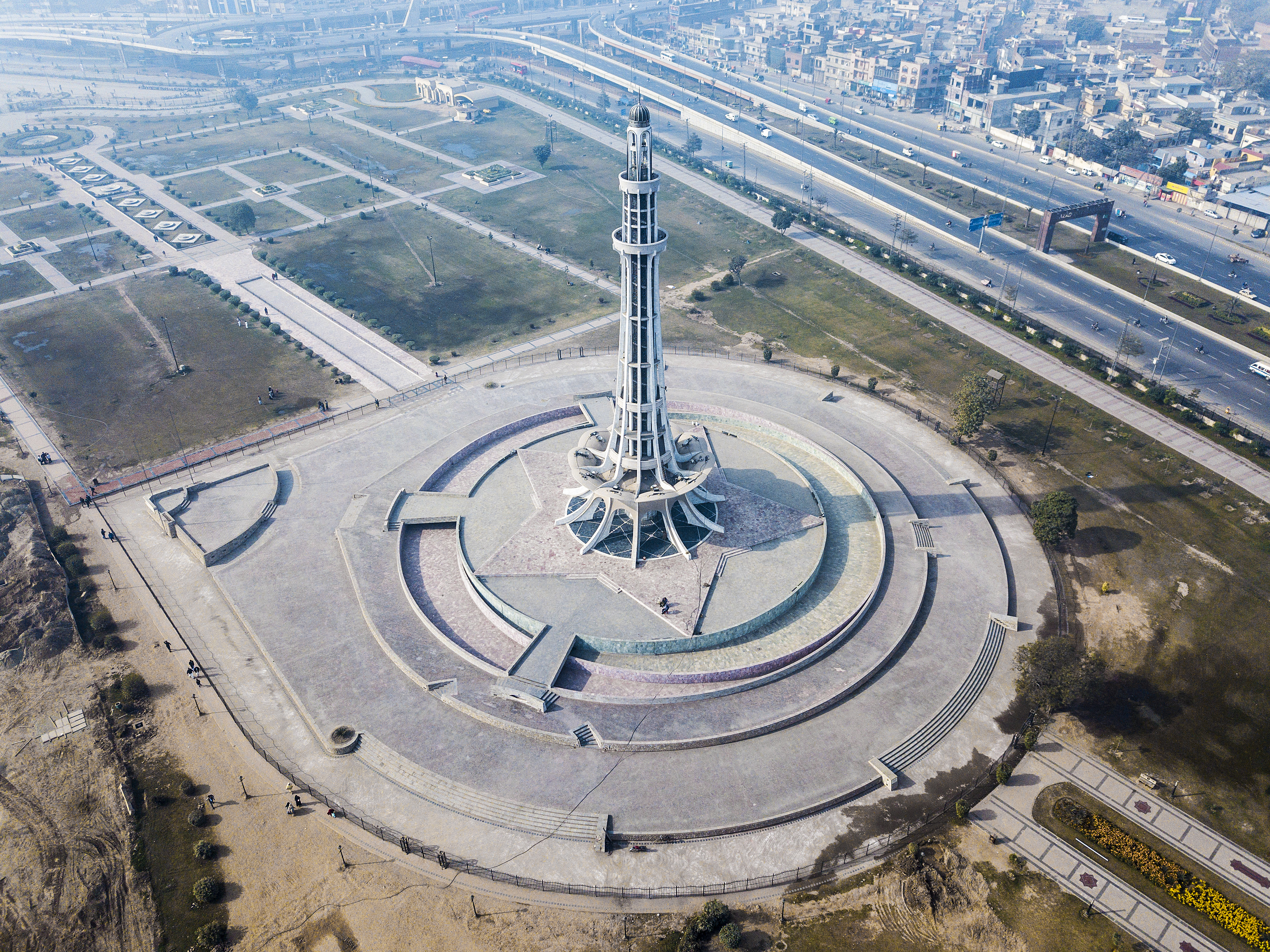
Pomnik stoi na cokole

Podstawa znajduje się około 8 metrów nad ziemią. Wieża wznosi się około 62 metry od podstawy, a całkowita wysokość minaretu wynosi około 70 metrów. Średnica wieży wynosi około 9,75 metra. Ma 5 galerii i 20 pięter. Mównica zbudowana z wzorzystych kafelków wychodzi na Cesarski Meczet. Podstawa zbudowana jest z czterech platform. Aby symbolicznie ukazać skromny początek walki o wolność, pierwsza platforma została zbudowana z nieoszlifowanych kamieni z Taksili. Druga została wykonana z obrobionych kamieni, a trzecia z kamieni rzeźbionych. Polerowany biały marmur na czwartej, ostatniej platformie symbolizuje sukces ruchu pakistańskiego.

## Inskrypcje
Na dole wieży umieszczono napisy na dziesięciu tablicach pamiątkowych z białego marmuru. Zawierają one tekst rezolucji z Lahore w języku urdu, bengalskim i angielskim oraz tekst uchwały z Delhi, wydany 9 kwietnia 1946 roku. Na innych tablicach umieszczono wersety Koranu i 99 atrybutów Allaha wykaligrafowane po arabsku, natomiast hymn Pakistanu w urdu i bengalskim, fragmenty przemówień Muhammada Ali Jinnaha w urdu, bengalskim i angielskim, a także kilka dwuwierszy Muhammada Iqbala.